# 히라야마 마사루
히라야마 마사루(일본어: 平山 大, 1972년 6월 3일 ~ )는 일본의 전 축구 선수이다.

## 구단 경력
1995년 J1리그의 나고야 그램퍼스 에이트에 입단했다. 1996년에 J1리그 준우승. 1997년까지 16경기에 출전하여, 1득점을 넣었다. 1997년 재팬 풋볼 리그의 가와사키 프론탈레로 이적했다. 1998년후 현역 은퇴.